# دار الكتاب المقدس الروسية
دار الكتاب المقدس الروسية هي جمعية خيرية مسيحية غير طائفية لطبع ونشر الكتاب المقدس وتهدف إلى جعل الكتاب المقدس متاحًا في روسيا.

## وصلات خارجية
- موقع دور الكتاب المقدس المتحدة
- الموقع الرسمي لدار الكتاب المقدس الروسية